# Zeltnera arizonica
Zeltnera arizonica är en gentianaväxtart som först beskrevs av Asa Gray, och fick sitt nu gällande namn av G.Mans.. Zeltnera arizonica ingår i släktet Zeltnera och familjen gentianaväxter. Inga underarter finns listade i Catalogue of Life.